# Antonio Ferratges

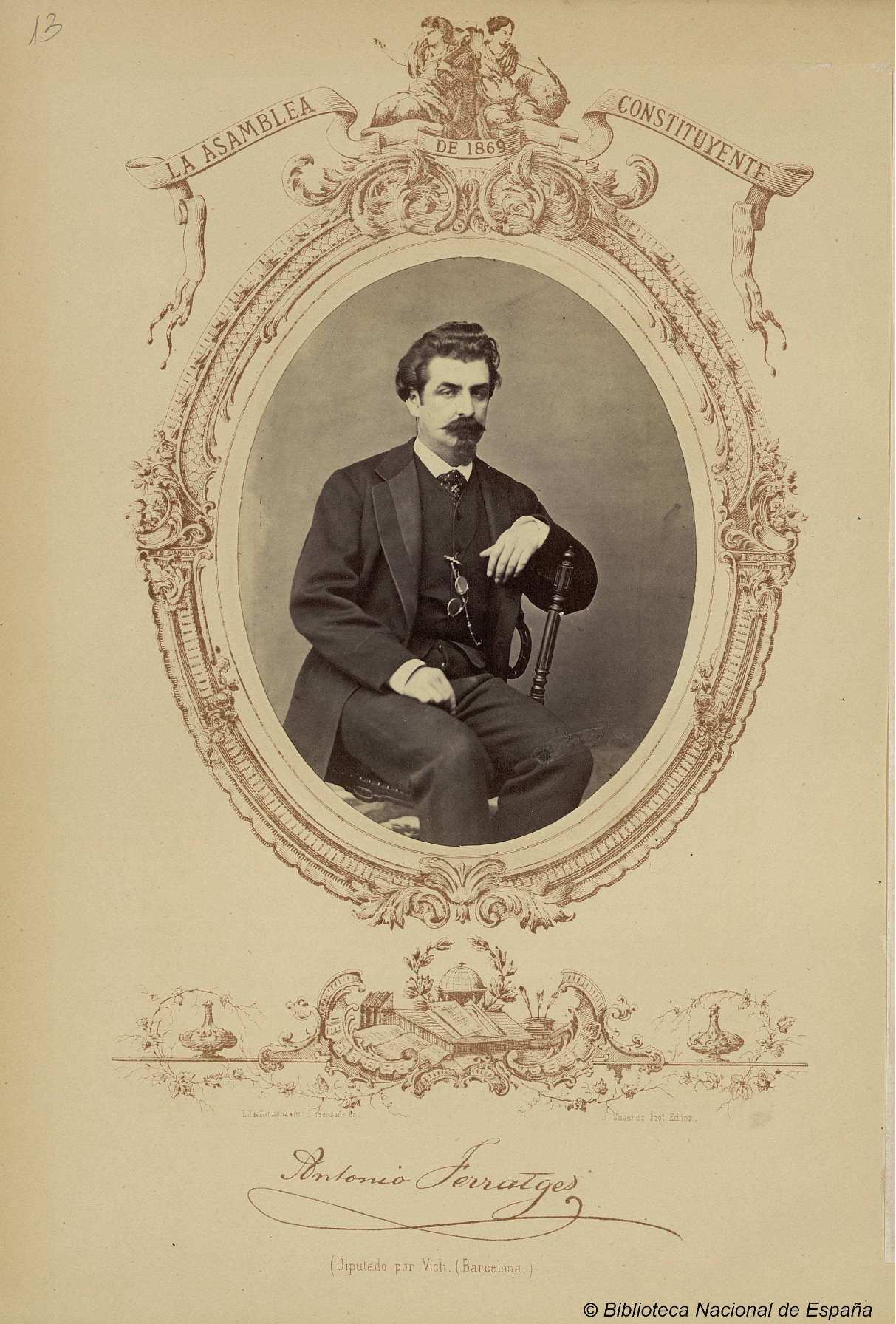
Antonio Ferratges, fotografía de José Suárez para La Asamblea Constituyente de 1869: biografías de todos los representantes de la nación, Madrid: Imprenta de Tomás Rey y Compañía; 1869.

Antonio Ferratges de Mesa Ballester, I marqués de Mont-Roig (Santiago de Cuba, 13 de mayo de 1840-Barcelona, 21 de febrero de 1909) fue un político, empresario y abogado español. Diputado por el distrito de Vich en la Asamblea Constituyente de 1869; volvió a ser elegido diputado en 1871 y 1872 por el distrito de Granollers y, tras la Restauración, en la mayor parte de las legislaturas comprendidas entre 1881 y 1898, siempre por el distrito de Granollers, además de serlo en 1881 también por Santiago de Cuba. Senador por la provincia de Zamora de 1888 a 1890, por la de Barcelona en 1896 y vitalicio a partir de ese año. Perteneció, sucesivamente, al Partido Progresista, al Liberal Fusionista de Práxedes Mateo Sagasta y al Conservador de Antonio Maura.
Hijo de un comerciante natural de Montroig establecido en Santiago de Cuba, hacia 1850 la familia se trasladó a Barcelona sin desvincularse de sus propiedades e intereses económicos en la isla. Cursó el bachillerato en el colegio de los escolapios de San Antonio y la carrera de derecho en la Universidad de Barcelona. Adscrito al partido progresista, colaboró con la prensa de ese signo, como La Crónica de Cataluña, y dirigió el periódico La Corona de Aragón de Víctor Balaguer. En 1865 y 1866 fue elegido secretario del comité provincial progresista de Barcelona. Al mismo tiempo inició una carrera empresarial relacionada con los ferrocarriles: tesorero del Centro de obligacionistas catalanes del ferrocarril de Córdoba a Málaga, director del ferrocarril de Barcelona a Francia por Figueras y de la línea de Valencia a Almansa y Tarragona. Sus actitudes políticas, antes de la Revolución de 1868, le ocasionaron un destierro.
De opulenta familia y «poseedor de un gran número de esclavos en la perla de nuestras Antillas», según los redactores de La Asamblea Constituyente de 1869, defendió «la emancipación gradual de los negros».
En las primeras etapas del Sexenio Revolucionario, previas a la proclamación de la república, en las que resultó elegido diputado a Cortes por Vich en 1869 y por Granollers en 1871 y 1872, fue vocal de la Junta de Instrucción Pública de Barcelona, gobernador civil de Gerona del 13 de enero al 28 de marzo de 1871, y secretario de la presidencia del Consejo de Ministros en enero de 1872. Tras la Restauración, en las filas del partido sagastino, volvió al Congreso de los Diputados en 1881. Director general de la Deuda Pública en 1883-1884 y en 1886-1888, entre otros cargos políticos fue delegado del Gobierno en las exposiciones universales de Barcelona (1888) y Chicago (1893), y participó en la comisión encargada de proponer una reforma arancelaría para la isla de Cuba en 1895. El 11 de julio de 1887 la reina regente María Cristina de Habsburgo le concedió el título de marqués de Mont-Roig. La concesión del título respondía a una petición formulada por el alcalde de Montroig en la que declaraba que Ferratges, desde que se inició en la política, «solo ha sabido dispensar favores y beneficios», mencionando entre estos sus gestiones para conseguir que la comarca se viese cruzada por tres líneas férreas: «la de Mollet a Caldes, la de Granollers a Sant Joan de les Abadesses y la de Sant Martí a Llerona».
Progresivamente distanciado de Sagasta, en 1898, con la independencia de Cuba, Ferratges se incorporó al grupo disidente del partido liberal encabezado por Germán Gamazo que ofreció su apoyo a Francisco Silvela, grupo que, a la muerte de Gamazo en 1901, pasaría a ser liderado por Maura.